# Circuit de Spa-Francorchamps
Koordinati:   50°26′14″N, 5°58′17″E
Circuit de Spa-Francorchamps je znamenito belgijsko dirkališče, prizorišče tradicionalnih dirk za Veliko nagrado Belgije in 24 ur Spaja, vzdržljivostne dirke. Je eno za dirkače najtežjih dirkališč na svetu, predvsem zaradi svoje hitre, hribovite in zavite narave. Vsebuje tudi enega najslavnejših in najnevarnejših ovinkov na svetu, sloviti ovinek Eau Rouge. Spa je najljubše dirkališče mnogih dirkačev ter gledalcev Formule 1. 
Staro trikotno 15 kilometersko dirkališče, ki je potekalo na javnih cestah med vasmi Francorchamps, Malmedy in Stavelot, že dolgo ni več v uporabi, le po majhnem delu starega je speljan tudi del novega 6.9 kilometerskega dirkališča. Zgrajeno je bilo zaradi vse višjih varnostnih standardov, ki jih zahteva Formula 1. Zelo redko se zgodi, da je dirka na tem dirkališču dolgočasna, velikokrat pa jo je popestrilo tudi vreme. Namreč hitro se lahko spreminja in tako je možnost dežja razmeroma velika. Tudi ni redko, da dežuje le na delu steze, drug del pa je še obsijan s soncem. Zaradi novih strožjih tobačnih zakonov je bila dirka v sezoni 2006 izpadla iz koledarja Formula 1, toda vrnila se je že v sezoni 2007.

## Zmagovalci
Roza ozadje označuje dirke, ki niso štele za prvenstvo Formule 1.
| Sezona | Zmagovalec                               | Moštvo                     | Poročilo |
| ------ | ---------------------------------------- | -------------------------- | -------- |
| 2025   | Oscar Piastri                            | McLaren-Mercedes           | Poročilo |
| 2024   | Lewis Hamilton                           | Mercedes                   | Poročilo |
| 2023   | Max Verstappen                           | Red Bull Racing-Honda RBPT | Poročilo |
| 2022   | Max Verstappen                           | Red Bull Racing-RBPT       | Poročilo |
| 2021   | Max Verstappen                           | Red Bull Racing-Honda      | Poročilo |
| 2020   | Lewis Hamilton                           | Mercedes                   | Poročilo |
| 2019   | Charles Leclerc                          | Ferrari                    | Poročilo |
| 2018   | Sebastian Vettel                         | Ferrari                    | Poročilo |
| 2017   | Lewis Hamilton                           | Mercedes                   | Poročilo |
| 2016   | Nico Rosberg                             | Mercedes                   | Poročilo |
| 2015   | Lewis Hamilton                           | Mercedes                   | Poročilo |
| 2014   | Daniel Ricciardo                         | Red Bull-Renault           | Poročilo |
| 2013   | Sebastian Vettel                         | Red Bull-Renault           | Poročilo |
| 2012   | Jenson Button                            | McLaren-Mercedes           | Poročilo |
| 2011   | Sebastian Vettel                         | Red Bull-Renault           | Poročilo |
| 2010   | Lewis Hamilton                           | McLaren-Mercedes           | Poročilo |
| 2009   | Kimi Räikkönen                           | Ferrari                    | Poročilo |
| 2008   | Felipe Massa                             | Ferrari                    | Poročilo |
| 2007   | Kimi Räikkönen                           | Ferrari                    | Poročilo |
| 2005   | Kimi Räikkönen                           | McLaren-Mercedes           | Poročilo |
| 2004   | Kimi Räikkönen                           | McLaren-Mercedes           | Poročilo |
| 2002   | Michael Schumacher                       | Ferrari                    | Poročilo |
| 2001   | Michael Schumacher                       | Ferrari                    | Poročilo |
| 2000   | Mika Häkkinen                            | McLaren-Mercedes           | Poročilo |
| 1999   | David Coulthard                          | McLaren-Mercedes           | Poročilo |
| 1998   | Damon Hill                               | Jordan-Mugen-Honda         | Poročilo |
| 1997   | Michael Schumacher                       | Ferrari                    | Poročilo |
| 1996   | Michael Schumacher                       | Ferrari                    | Poročilo |
| 1995   | Michael Schumacher                       | Benetton-Renault           | Poročilo |
| 1994   | Damon Hill                               | Williams-Renault           | Poročilo |
| 1993   | Damon Hill                               | Williams-Renault           | Poročilo |
| 1992   | Michael Schumacher                       | Benetton-Ford              | Poročilo |
| 1991   | Ayrton Senna                             | McLaren-Honda              | Poročilo |
| 1990   | Ayrton Senna                             | McLaren-Honda              | Poročilo |
| 1989   | Ayrton Senna                             | McLaren-Honda              | Poročilo |
| 1988   | Ayrton Senna                             | McLaren-Honda              | Poročilo |
| 1987   | Alain Prost                              | McLaren-TAG                | Poročilo |
| 1986   | Nigel Mansell                            | Williams-Honda             | Poročilo |
| 1985   | Ayrton Senna                             | Lotus-Renault              | Poročilo |
| 1983   | Alain Prost                              | Renault                    | Poročilo |
| 1970   | Pedro Rodríguez                          | BRM                        | Poročilo |
| 1968   | Bruce McLaren                            | McLaren-Ford               | Poročilo |
| 1967   | Dan Gurney                               | Eagle-Weslake              | Poročilo |
| 1966   | John Surtees                             | Scuderia Ferrari           | Poročilo |
| 1965   | Jim Clark                                | Lotus-Climax               | Poročilo |
| 1964   | Jim Clark                                | Lotus-Climax               | Poročilo |
| 1963   | Jim Clark                                | Lotus-Climax               | Poročilo |
| 1962   | Jim Clark                                | Lotus-Climax               | Poročilo |
| 1961   | Phil Hill                                | Ferrari                    | Poročilo |
| 1960   | Jack Brabham                             | Cooper-Climax              | Poročilo |
| 1958   | Tony Brooks                              | Aston Martin               | Poročilo |
| 1956   | Peter Collins                            | Ferrari                    | Poročilo |
| 1955   | Juan Manuel Fangio                       | Mercedes                   | Poročilo |
| 1954   | Juan Manuel Fangio                       | Maserati                   | Poročilo |
| 1953   | Alberto Ascari                           | Ferrari                    | Poročilo |
| 1952   | Alberto Ascari                           | Ferrari                    | Poročilo |
| 1951   | Giuseppe Farina                          | Alfa Romeo                 | Poročilo |
| 1950   | Juan Manuel Fangio                       | Alfa Romeo                 | Poročilo |
| 1949   | Louis Rosier                             | Talbot                     | Poročilo |
| 1947   | Jean-Pierre Wimille                      | Alfa Romeo                 | Poročilo |
| 1946   | Eugène Chaboud                           | Delage                     | Poročilo |
| 1939   | Hermann Lang                             | Mercedes-Benz              | Poročilo |
| 1937   | Rudolf Hasse                             | Auto Union                 | Poročilo |
| 1935   | Rudolf Caracciola                        | Mercedes-Benz              | Poročilo |
| 1934   | René Dreyfus                             | Bugatti                    | Poročilo |
| 1933   | Tazio Nuvolari                           | Maserati                   | Poročilo |
| 1931   | William Grover-Williams Carlo A. Conelli | Bugatti                    | Poročilo |
| 1930   | Louis Chiron                             | Bugatti                    | Poročilo |
| 1925   | Antonio Ascari                           | Alfa Romeo                 | Poročilo |